# Водяне (Богодухівський район)
Водяне — село в Україні, у Краснокутській селищній громаді Богодухівського району Харківської області. До 2020 орган місцевого самоврядування — Олексіївська сільська рада.
Код КОАТУУ — 6323580303.

## Географічне положення
Село розташоване на відстані 3 км від річки Коломак (правий берег). На відстані 1 км від села Олексіївка та Сонцедарівка, і за 3 км від села Дублянка. У селі знаходиться залізнична станція Водяна. До села примикає лісовий масив — урочище Хмельове (дуб), за 1 км — колишнє село Гайворонське.
Понад селом тече річка Княжна, ліва притока Сухого Мерчика.

## Історія
1899 — дата заснування.
12 червня 2020 року ввійшло до складу Краснокутської селищної громади.
19 липня 2020 року в результаті адміністративно-територіальної реформи та ліквідації Краснокутського району селище ввійшло до складу Богодухівського району.
21 березня 2025 року селище Водяне віднесене до категорії сіл.

## Економіка
- Свинотоварна ферма.

Хлібопереробний комбінат